# República Socialista Federativa Soviética de Rusia
La República Socialista Federativa Soviética de Rusia, abreviada como RSFS de Rusia (en ruso: Российская Советская Федеративная Социалистическая Республика, romanización Rossíyskaya Soviétskaya Federatívnaya Socialistícheskaya Respúblika; PСФСР) y conocida comúnmente como Rusia soviética, Rusia bolchevique o simplemente Rusia, fue la república constituyente más grande, más poblada y económicamente más desarrollada de la antigua Unión Soviética.
El Gobierno soviético, denominado Consejo de Comisarios del Pueblo (Sovnarkom), dirigido por los bolcheviques, llegó al poder el 25 de octubrejul./ 7 de noviembre de 1917greg. —inmediatamente después de que el Gobierno provisional ruso, que dirigía la República Rusa, fuera derrocado por la Revolución de Octubre. Inicialmente, el Estado no tuvo un nombre oficial y no fue reconocido por los países vecinos durante cinco meses.
El 25 de enero de 1918 —en el III Congreso Panruso de los Sóviets— el Estado no reconocido fue renombrado como la República Soviética de Rusia. El 3 de marzo de 1918, se firmó el Tratado de Brest-Litovsk, que cedía muchos de los territorios del antiguo Imperio ruso a Alemania, a cambio de la paz en la Primera Guerra Mundial. El 10 de julio de 1918, la Constitución rusa de 1918 renombró al país como la República Socialista Federativa Soviética de Rusia (RSFS de Rusia o RSFSR). En 1918, durante la guerra civil rusa, varios Estados dentro del antiguo Imperio ruso se separaron, reduciendo aún más el tamaño del país.
La RSFSR fue reconocida como Estado independiente internacionalmente solo por Estonia, Finlandia, Letonia y Lituania, en los dos Tratado de Tartu en 1920 y por el Estado Libre Irlandés también en 1920.
El 30 de diciembre de 1922, con la creación de la Unión Soviética, la RSFS de Rusia se convirtió en una de las cuatro repúblicas dentro de la federación de la Unión de Repúblicas Socialistas Soviéticas. La República Socialista Federativa Soviética de Rusia (RSFSR)—el nombre final de la era soviética de la república, fue adoptado en la Constitución soviética de 1936.
El 25 de diciembre de 1991 —tras la disolución de la Unión Soviética— fue renombrada como la Federación de Rusia, pero la estructura estatal heredada de los tiempos soviéticos permaneció inalterada hasta la sanción de la nueva constitución luego de la crisis constitucional rusa de 1993.
La República comprendía 16 repúblicas autónomas, cinco óblasts autónomos, 10 ókrugs autónomos, seis krais y 40 óblasts. Los rusos formaron el grupo étnico más grande.
La economía de la RSFSR era fuertemente industrializada. La RSFSR representaba alrededor de dos tercios de la producción de electricidad en la Unión Soviética. Era el tercer mayor productor de petróleo, solo detrás de los Estados Unidos y Arabia Saudita.
En 1974, hubo 475 institutos de educación superior en la república para unos 23 941 000 estudiantes. La asistencia médica fue proporcionada a través de una red de servicios de salud organizada territorialmente.

## Historia
La RSFS de Rusia tiene su origen el 7 de noviembre de 1917, en la Revolución de Octubre. El 10 de julio de 1918, la Constitución soviética de 1918, por la que se creaba oficialmente la RSFS de Rusia, era aprobada. En 1922, junto con la RSS de Ucrania, la RSS de Bielorrusia y la RFSS de Transcaucasia fue fundadora de la Unión Soviética mediante la firma del Tratado de Creación de la URSS. Dicha unión fue oficializada por medio de la Constitución de la Unión Soviética de 1924.
En los documentos rusos de la época, era referida como República de Rusia (Российская республика, Rossíyskaya respúblika) y República de los Sóviets (Советская республика, Soviétskaya respúblika).

### Primeros años (1917-1920)
El gobierno soviético llegó al poder por primera vez el 7 de noviembre de 1917, inmediatamente después de que el Gobierno Provisional Ruso interino encabezado por Aleksandr Kérenski, que gobernaba la República Rusa, fuera derrocado en la Revolución de Octubre, la segunda parte de la Revolución rusa. El estado que gobernaba, que no tenía un nombre oficial, no sería reconocido por los países vecinos durante otros cinco meses.

Emblema de la RSFS de Rusia (1920-1954)

El 18 de enero de 1918, la Asamblea Constituyente Rusa recién elegida emitió un decreto proclamando a Rusia una república federal democrática bajo el nombre de "República Federal Democrática de Rusia". Sin embargo, los bolcheviques disolvieron la Asamblea al día siguiente y declararon nulos y sin efecto sus decretos.
El 25 de enero de 1918, en el Tercer Congreso Panruso de los Sóviets, se proclamó el establecimiento de la República Socialista Federativa Soviética de Rusia (RSFSR). El 3 de marzo de 1918, se firmó el Tratado de Brest-Litovsk, cediendo gran parte del territorio del antiguo Imperio ruso al Imperio alemán, a cambio de la paz en el Frente oriental de la Primera Guerra Mundial. En julio de 1918, el Quinto Congreso Panruso de los Soviets adoptó la Constitución de la RSFSR. En 1918, durante la guerra civil rusa, varios estados del antiguo Imperio Ruso se separaron, lo que redujo aún más el tamaño del país.
La Rusia Soviética viviría una guerra civil en contra del Ejército Blanco, lo que para mantener al nuevo Ejército Rojo se aplicase el conocido comunismo de guerra. En ese periodo los bolcheviques nacionalizarían todas las empresas privadas, se crearían zonas de trabajo forzado para la agricultura, una gran parte de las cosechas de los campesinos rusos sería dada al Ejército Rojo, se daría una etapa de racionamiento en las ciudades urbanas, se prohibiría la propiedad privada y los militares tendrían el poder absoluto en las líneas de ferrocarriles de Rusia. 
Un mercado negro surgió en Rusia, a pesar de la amenaza de ley marcial contra la especulación. El rublo colapsó y el trueque reemplazó cada vez más al dinero como medio de intercambio y, en 1921, la producción de la industria pesada había caído al 20% de los niveles de 1913.  El 90% de los salarios se pagaban con bienes y no con dinero, y la requisición de alimentos, combinada con los efectos de siete años de guerra y una severa sequía, contribuyeron a una hambruna que causó entre 3 y 10 millones de muertes.

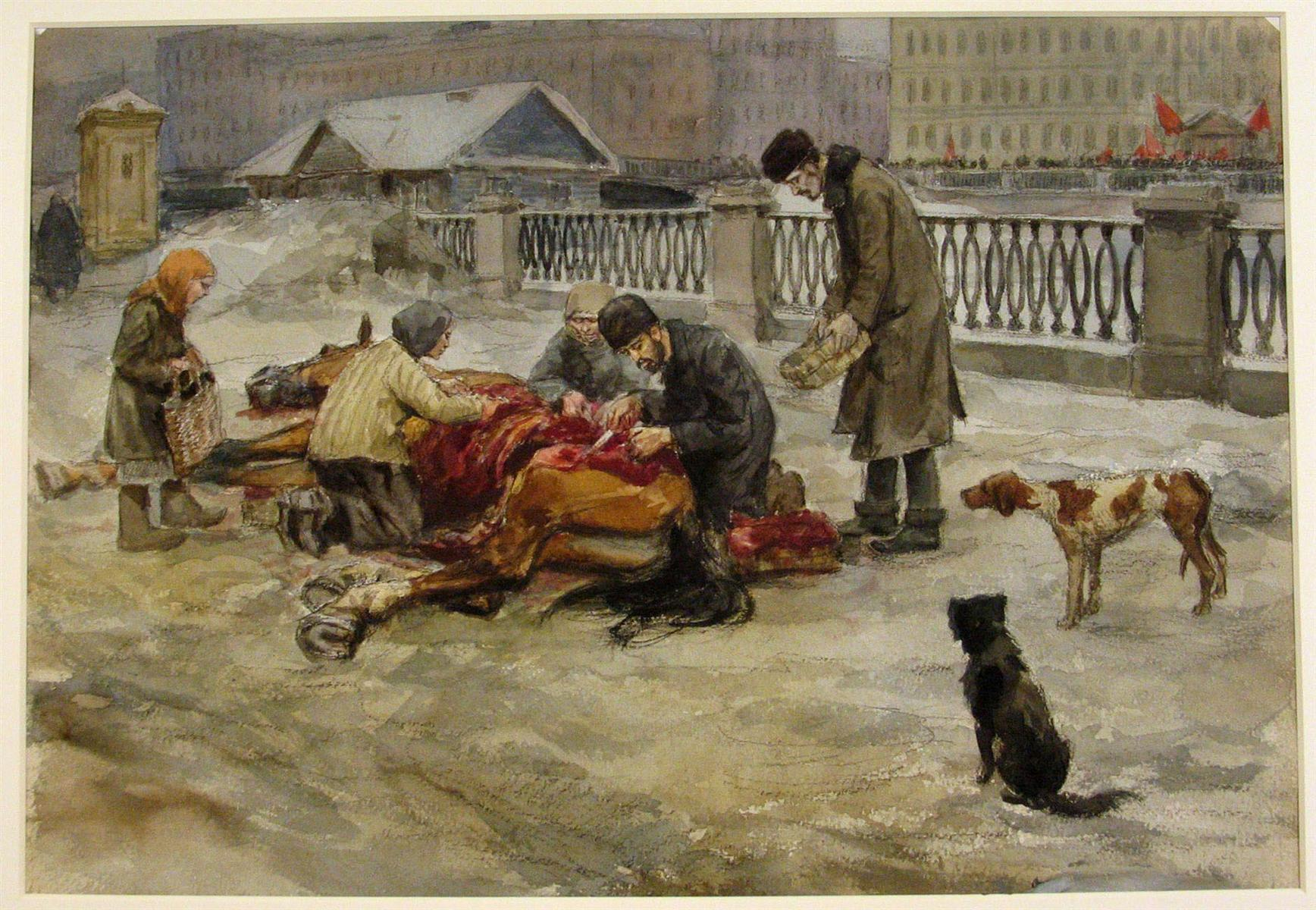
Hambruna, por Iván Vladímirov

En las ciudades y el campo circundante, la población experimentó penurias como resultado de la guerra.  Los campesinos, debido a la extrema escasez, comenzaban a negarse a cooperar en la entrega de alimentos para el esfuerzo bélico.  Los trabajadores comenzaron a migrar de las ciudades al campo, donde las posibilidades de alimentarse eran mayores, disminuyendo aún más la posibilidad de trueque de bienes industriales por alimentos y empeorar la difícil situación de la población, la economía y la producción industrial restantes urbana. Entre 1918 y 1920, Petrogrado perdió el 70% de su población, mientras que Moscú perdió más del 50%.
Se darían enormes campañas modernizadoras como la legalización del aborto, el facilitamiento del divorcio, la promoción de la mujer en la sociedad y una reforma en el sistema educativo que permitiría que familias pobres de proletarios se les permitiese educación de calidad.

### Década de 1920
La hambruna rusa de 1921-1922, también conocida como gólod v Povólzhie, mató a unos 5 millones y afectó principalmente a las regiones de los ríos Volga y Ural.

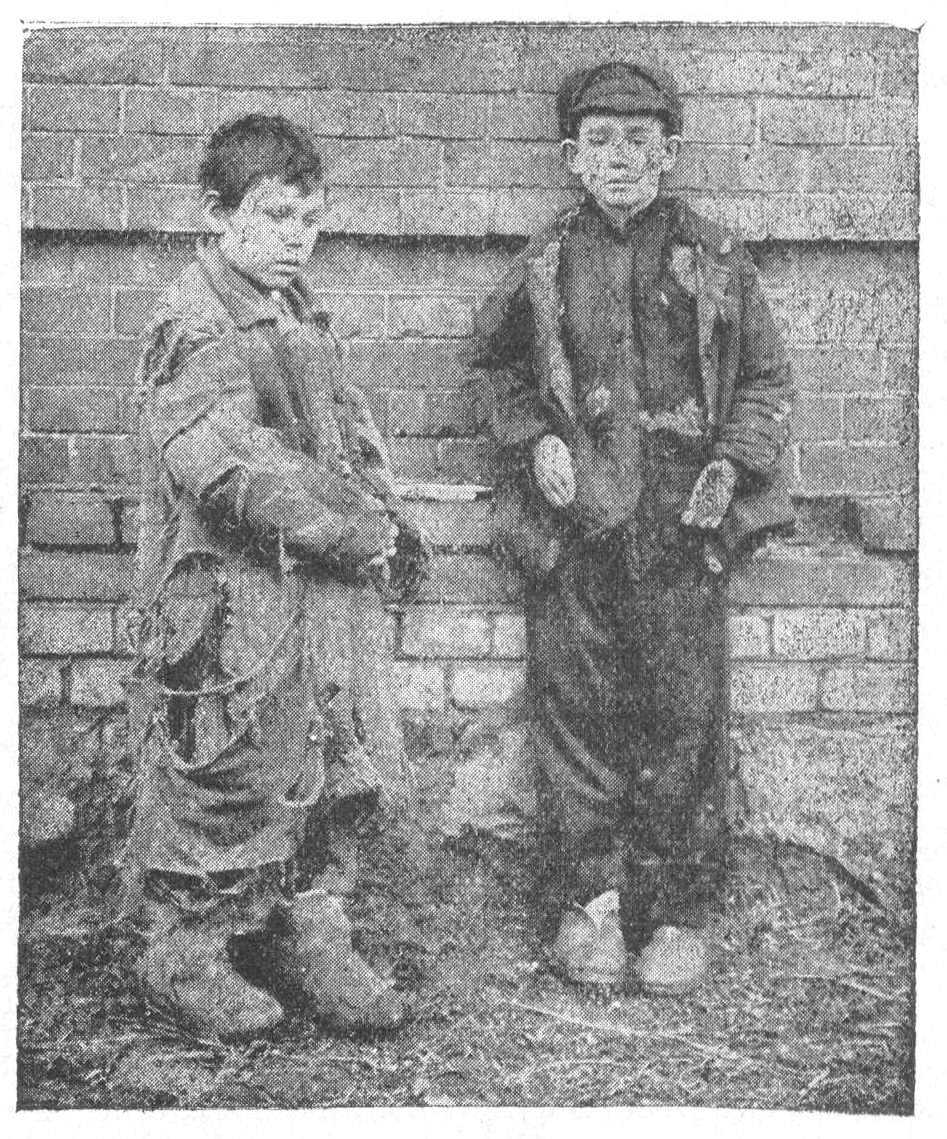
Huérfanos en Rusia durante 1920

A principios de la década de 1920, Rusia albergaba a millones de niños huérfanos y abandonados, descritos colectivamente en ruso como "besprizórnye", "besprizórniki" (literalmente "desatendidos"). Para 1922, la Primera Guerra Mundial, la Revolución rusa y la guerra civil rusa resultaron en la pérdida de al menos 16 millones de vidas dentro de las fronteras de la Unión Soviética y cortaron el contacto entre millones de niños y sus padres. En ese momento, las autoridades bolcheviques se enfrentaron con un estimado de siete millones de jóvenes sin hogar.
Los besprizórnye también realizaban tareas remuneradas, como llevar equipaje en la estación de tren o ocupar un lugar en la fila del teatro. Algunos ingresaron a restaurantes con la esperanza de obtener sobras. La competencia por los lugares fue feroz. Miles de niños, en particular niñas pero también muchos niños, se dedicaron a la prostitución. De 5.300 niñas de la calle de 15 años o menos encuestadas en 1920, el 88% había trabajado como prostituta. Este medio de sustento era más común en el invierno, cuando la mendicidad al aire libre era más difícil.
A mediados de la década de 1920, el estado soviético se vio obligado a admitir que sus recursos para los orfanatos eran inadecuados, que carecía de la capacidad para criar y educar a los niños callejeros de la URSS. El gobierno soviético inició nuevas políticas. El estado se acercó a la sociedad en busca de ayuda. El acogimiento familiar por parte de familias privadas se promovió como una solución parcial.
Durante la segunda mitad de la década de 1920, las condiciones de los orfanatos mejoraron significativamente, pero se mantuvieron las deficiencias. El estado soviético logró salvar a los niños de la calle, pero su misión de educación socialista se estancó.
El 30 de diciembre de 1922, el Primer Congreso de los Sóviets de la URSS aprobó el Tratado de Creación de la Unión Soviética, por el que la RSFS de Rusia se unía con la República Socialista Soviética de Ucrania, la República Socialista Soviética de Bielorrusia y la República Socialista Federativa Soviética de Transcaucasia en un solo estado federal, la Unión Soviética. 
En el periodo de los años veinte, el país viviría en sus inicios una seria crisis económica y humanitaria causada por la guerra civil rusa. Debido a la falta de alimentos por la guerra civil rusa en algunos territorios soviéticos causó una enorme inmigración de ciudadanos soviéticos de las ciudades al campo, haciendo que ciudades como Moscú o Petrogrado perdiese gran parte de su población.
Una serie de huelgas de trabajadores y rebeliones de campesinos estallaron en todo el país, como la rebelión de Tambov (1920-1921). Un punto de inflexión llegó con la rebelión de Kronstadt en la base naval de Kronstadt a principios de marzo de 1921. La rebelión sorprendió a Lenin porque los bolcheviques consideraban a los marineros de Kronstadt los "más rojos de los rojos". La naturaleza de estos levantamientos y su liderazgo también fueron motivo de gran preocupación porque, en general, eran levantamientos de izquierda dirigidos por izquierdistas opositores, lo que creaba competencia con los bolcheviques.
La producción industrial cayó un 20,4% y la producción agrícola se redujo a un 60%. La caída de la calidad de vida de los ciudadanos rusos ocasionaría un aumento de enfermedades como el tifus y la fiebre tifoidea.[cita requerida]También se comenzaría a dar levantamientos campesinos descontentos por la política del PCUS y que terminarían eliminando el comunismo de guerra.
Pero también hay que destacar los logros del gobierno bolchevique, como en el IX Congreso del Partido Comunista Ruso se daría el plan GOELRÓ que daría un la electrificación de la RSFSR y en el X Congreso del Partido Comunista Ruso el propio Lenin oficializaría un nuevo plan económico conocido como la NEP.
Con la implementación de la NEP se permitiría la propiedad privada en la industria, se desnacionalizarían empresas (pero las más estratégicas continuaron estatalizadas), se permitiría el mercado libre y el regreso de los impuestos por dinero.
Gracias a la NEP la producción agrícola aumento un 113% y la producción industrial un 75%. La producción cooperativa aumento un 81% y la privada un 13%. También se lograría controlar el desempleo y en 1929 más de 12 millones de personas consiguieron trabajo.
En la cultura, la NEP daría una enorme libertad y experimentación al arte. Durante este periodo muchos artista se exiliarian por su anticomunismo y oposición al gobierno bolchevique. Hasta el propio Lenin era fanático del arte el cual odiaba los nuevos "ismos" (futurismo, expresionismo) y quería la promoción y conservación del arte de manera tradicional, sin embargo, permitió con total libertad el avance del futurismo en Rusia.
El PCUS apoyo abiertamente el arte y quería que este fuera accesible a todas las masas. Tras la Revolución de Febrero y de Octubre se daría la promoción del movimiento artístico Proletkult. Se construirían bastantes teatros, estudios y exposiciones de arte en toda Rusia.
En muchos aspectos se daría una enorme libertad artística en Rusia bajo la NEP, a diferencia del represivo gobierno zarista, el PCUS toleró una variedad de tendencias de arte y literatura cuando estas no fueran abiertamente hostiles al gobierno. Se vivió una época prospera a la literatura rusa, se construirían escuelas de artes para promover mejor la cultura. El cine ruso, fue promovido por el estado hacia una sociedad mayoritariamente analfabeta.

### Década de 1930

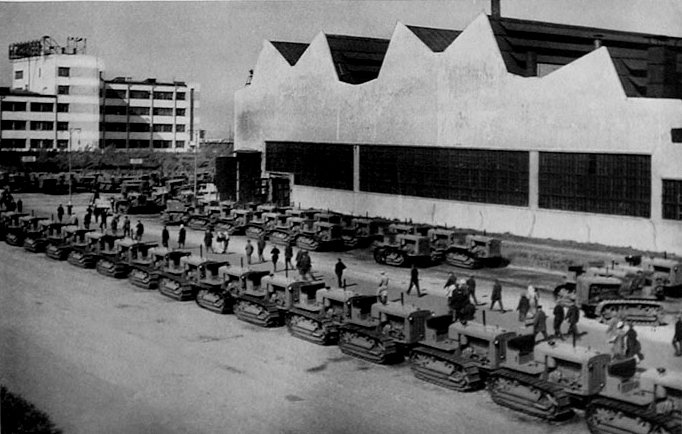
Fábrica de tractores de Cheliábinsk, años 30

En los años treinta el país abandonaría la NEP por los planes quinquenales dirigidos por Iósif Stalin. El país viviría un periodo de industrialización y modernización masiva junto con un enorme crecimiento económico ocasionados por los planes quinquenales. Unos de los primeros cambios en Rusia sería la nacionalización masivas de las empresas soviéticas y las tierras campesinas.
En este periodo la RSFSR pasaría de ser una región agrícola compuesta en su mayoría por campesinos analfabetos a un estado completamente industrializado
El PCUS dirigido por Iósif Stalin darían por finalizada la NEP en 1927 y darían el tan conocida Primer Plan Quinquenal, que tenía como objetivos modernizar y industrializar toda la Unión Soviética. En anterioridad la economía de Rusia estaba completamente centrada a la agricultura que constituía todo el PIB ruso.
Mientras la agricultura soviética era muy próspera y las cosechas eran excelentes, la industria soviética había tenido resultados en su mayoría mediocres y el pilar de esta, la industria pesada era muy débil y atrasada y estaba ubicada en Moscú y Leningrado.
La industrialización masiva causó que se creasen gigantescas fábricas comparables a las estadounidenses. La industrialización daría paso una masiva campaña de urbanización que volvería aldeas rurales en enorme ciudades que tendría masivos centros industriales. Se invertiría en grandes cantidades en la industria pesada, la metalurgia, la siderurgia, la industria automovilística y la industria petrolera.
En la agricultura se haría una masiva campaña de  colectivización que daría la creación de granjas estatales como el sovjós y el koljós. La colectivización daría una enorme modernización y mecanización de la agricultura, por medio de parcelas de tierras que serían utilizados por equipos modernos (como tractores) y los últimos métodos científicos agrícolas (como fertilizantes).
Los medios de producción (tierras, equipo, ganado) serían totalmente "socializados", el trabajo agrícola fue concebido a escala masiva y enormes columnas de máquinas debían trabajar en los campos agrícolas rusos.
Muchas regiones de Rusia se vieron afectadas por la hambruna soviética de 1932-1933: Volga, región central del suelo negro, norte del Cáucaso, los Urales, Crimea, parte de Siberia y Kazak. Con la adopción de la Constitución soviética de 1936 el 5 de diciembre de 1936, el tamaño de la RSFSR se redujo significativamente. La RSS de Kazajistán y la RSS de Kirguistán.  La antigua República Autónoma Socialista Soviética de Karakalpakia fue transferida a la República Socialista Soviética de Uzbekistán.

### Década de 1940

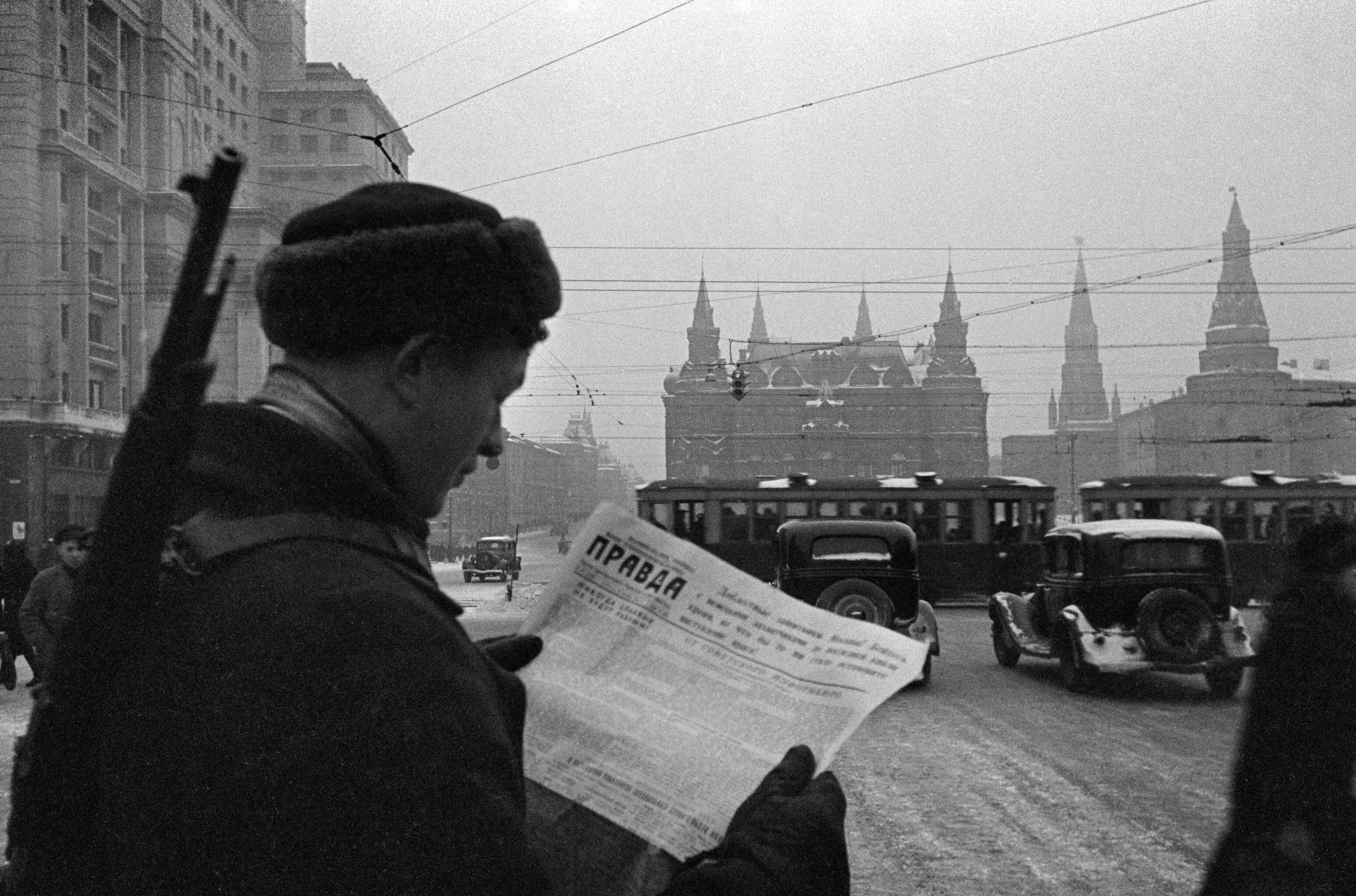
Un solado del Ejército rojo lee una edición del Pravda, periódico oficial soviético, en Moscú en octubre-diciembre de 1941.

Solo cuatro meses después de la Operación Barbarroja, la Wehrmacht avanzaba rápidamente a través de la RSFS de Rusia y estaba aproximadamente a 16 km (10 millas) de distancia de Moscú. Sin embargo, después de la derrota en la Batalla de Moscú y la ofensiva de invierno soviética, los alemanes se vieron obligados a retroceder.  En 1942, la Wehrmacht entró en Stalingrado. A pesar de una batalla mortal de 5 meses de duración en la que los soviéticos sufrieron más de 1.100.000 bajas, lograron la victoria tras la rendición de las últimas tropas alemanas cerca del río Volga.
En 1943, el Óblast Autónomo Karachái fue disuelto por Iósif Stalin, secretario general del Partido Comunista, más tarde primer ministro, cuando los Karachái fueron exiliados a Asia Central por su supuesta colaboración con los invasores alemanes en la Gran Guerra Patria, y el territorio se incorporó a la República Socialista Soviética de Georgia.
El 11 de octubre de 1944, la República Popular de Tannu Tuvá se unió a la RSFS de Rusia como el Óblast Autónomo Tuvano, convirtiéndose en una República Socialista Soviética Autónoma en 1961.
Después de reconquistar Estonia y Letonia en 1944, la RSFS de Rusia anexó sus territorios más orientales alrededor de Ivangorod y dentro de los modernos distritos de Pechorsky y Pytalovsky en 1944-1945.
Al final de la Segunda Guerra Mundial, las tropas soviéticas del Ejército Rojo ocuparon el sur de la isla de Sajalín y las islas Kuriles frente a la costa del este de Asia, al norte del Imperio de Japón, haciéndolas parte de la RSFSR. El estatus de las Kuriles más meridionales, al norte de Hokkaido de las islas de origen japonesas, sigue en disputa con Japón y Estados Unidos tras el tratado de paz de 1951 que puso fin al estado de guerra.
El 17 de abril de 1946 se creó el óblast de Kaliningrado, a partir de la parte nororiental del antiguo Reino de Prusia, el estado fundador del Imperio alemán y más tarde la provincia alemana de Prusia Oriental, incluida la capital y la ciudad portuaria del mar Báltico de Königsberg.  – fue anexado por la Unión Soviética y formó parte de la RSFS de Rusia.

### Década de 1950

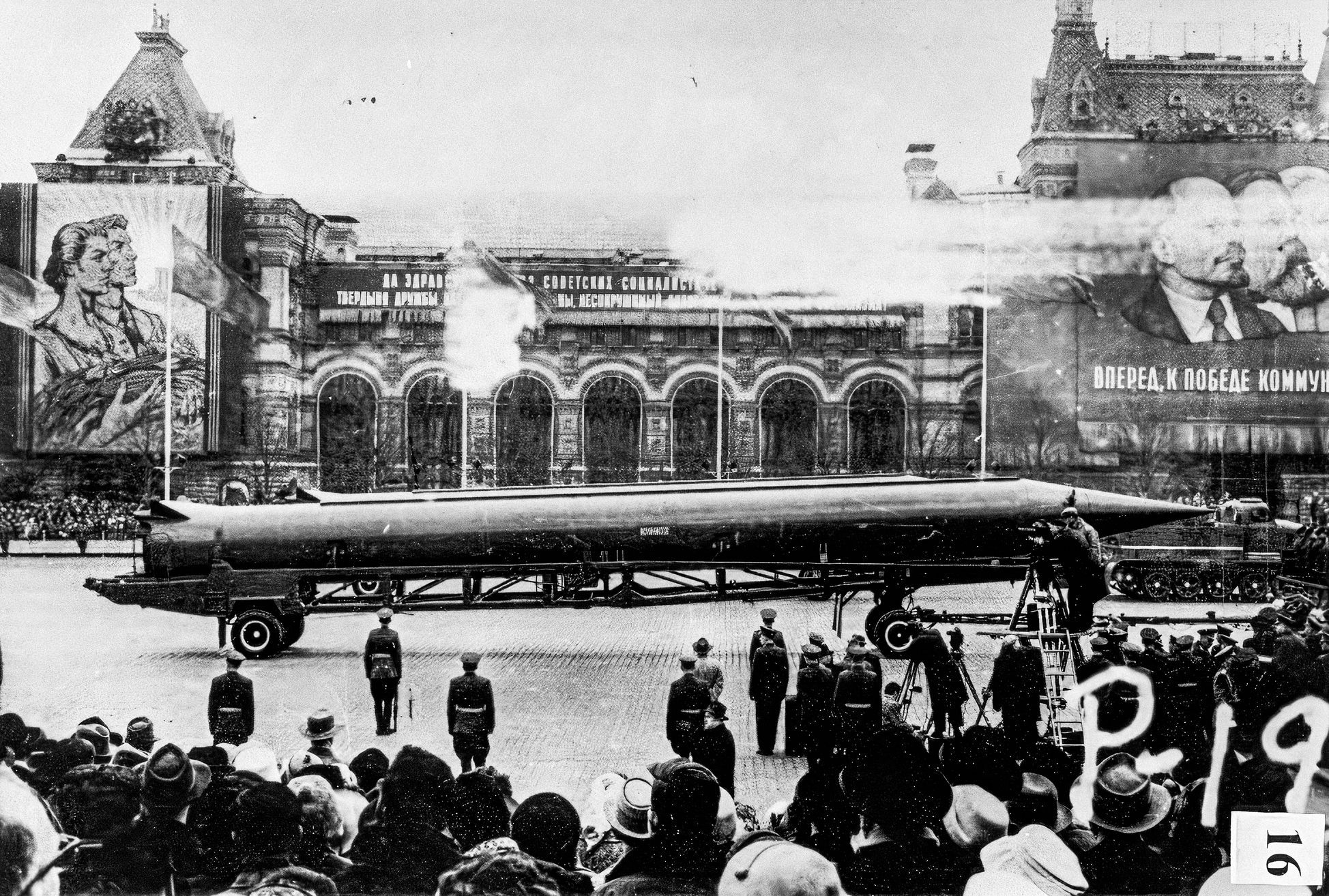
Los misiles balísticos nucleares R-12 soviéticos en un desfile militar en la Plaza Roja, a finales de la década de 1950.

Tras el fin de la Segunda Guerra Mundial, la Unión Soviética se volvería la segunda potencia mundial y un coloso industrial. El país lograría recuperarse económicamente y seguiría creciendo económicamente.
En inicios de los años cincuenta la represión de Stalin de suavizaría bastante y se liberaron algunos prisioneros del gulag.[cita requerida]
Tras la muerte de Iósif Stalin el 5 de marzo de 1953, Gueorgui Malenkov se convirtió en el nuevo líder de la URSS. En enero de 1954, Malenkov transfirió Crimea de la RSFS de Rusia a la RSS de Ucrania. El 8 de febrero de 1955, Malenkov fue degradado oficialmente a vice primer ministro.  Como Primer Secretario del Comité Central del Partido Comunista, la autoridad de Nikita Jrushchov se vio significativamente mejorada por la degradación de Malenkov.
La RSS Carelo-Finesa se transfirió de nuevo a la RSFSR como la República Autónoma Socialista Soviética de Carelia en 1956.
El 9 de enero de 1957, Jrushchov restauró el Óblast Autónomo de Karachái y la República Socialista Soviética Autónoma de Chechenia-Ingusetia, y las transfirió de la RSS de Georgia a la RSFS de Rusia.
Durante el mandato de Jrushchov el país viviría una liberalización y libertad de expresión enorme, como también mejores relaciones con el Bloque Occidental. También se daría la tan famosa desestalinización y el discurso secreto donde se criticaría y eliminaría el legado de Stalin a la URSS.

### Décadas de 1960, 1970 y 1980
En 1964, Nikita Jrushchov fue destituido de su cargo de poder y reemplazado por Leonid Brézhnev. Bajo su gobierno, la RSFS de Rusia y el resto de la Unión Soviética atravesaron una era masiva de estancamiento y censura. Incluso después de la muerte de Brézhnev en 1982, la era no terminó hasta que Mijaíl Gorbachov asumió el poder en marzo de 1985 e introdujo reformas liberales en la sociedad soviética.

### Últimos años

Primera bandera de la Federación Rusa

En los años noventa, la RSFSR vivía una seria crisis económica y social causada por las reformas liberales de Gorbachov y las revoluciones de 1989.
El 29 de mayo de 1990, en su tercer intento, Borís Yeltsin fue elegido presidente del Sóviet Supremo de la RSFS de Rusia. El Congreso de Diputados del Pueblo de la República adoptó la Declaración de Soberanía Estatal de la RSFS de Rusia el 12 de junio de 1990, que fue el comienzo de la "Guerra de las Leyes", que enfrentó a la Unión Soviética contra la Federación Rusa y otras repúblicas constituyentes.
El 17 de marzo de 1991, un referéndum de toda Rusia creó el cargo de presidente de la RSFSR y el 12 de junio, Boris Yeltsin fue elegido presidente por voto popular.
Durante el fallido Golpe de Estado en la Unión Soviética en 1991 del 19 al 21 de agosto, Yeltsin apoyó firmemente al presidente de la Unión Soviética, Mijaíl Gorbachov. El 23 de agosto, Yeltsin, en presencia de Gorbachov, firmó un decreto que suspendía toda actividad del Partido Comunista de la RSFS de Rusia en el territorio de Rusia. El 6 de noviembre, fue más allá, prohibiendo al PCUS y el de la RSFSR del territorio de Rusia.
Aunque la votación del 12 de diciembre a veces se considera como el momento en que la RSFSR se separó de la Unión Soviética que se derrumbaba, este no es el caso. Parece que la RSFSR tomó la línea de que no era posible separarse de una entidad que ya no existía.
El 24 de diciembre, Yeltsin informó al secretario general de las Naciones Unidas que, por acuerdo de los Estados miembros de la CEI, la Federación Rusa asumiría la membresía de la Unión Soviética en todos los órganos de la ONU (incluido el asiento permanente de la Unión Soviética en el Consejo de Seguridad de la ONU). Por lo tanto, Rusia se considera miembro original de la ONU (desde el 24 de octubre de 1945) junto con Ucrania (RSS de Ucrania) y Bielorrusia (RSS de Bielorrusia).  El 25 de diciembre, pocas horas después de que Gorbachov dimitiera como presidente de la Unión Soviética, la RSFS de Rusia pasó a llamarse Federación Rusa (Rusia), lo que refleja que ahora era un estado soberano con Yeltsin asumiendo la presidencia. 
Esa misma noche, la bandera soviética fue arriada y reemplazada por la tricolor.  La Unión Soviética dejó de existir oficialmente al día siguiente. El cambio se publicó originalmente el 6 de enero de 1992 (Rossiyskaya Gazeta).  De acuerdo con la ley, durante 1992, se permitió utilizar el antiguo nombre de la RSFSR para asuntos oficiales (formularios, sellos y estampillas).
El 12 de diciembre de 1991, el Sóviet Supremo de la RSFS de Rusia ratificó el Tratado de Belavezha por parte de la RSFS de Rusia, y al mismo tiempo derogó el Tratado de Creación de la URSS de 1922. El 25 de diciembre, se producía la disolución de la Unión Soviética. Previamente, el 12 de junio de 1990, el primer Congreso de los Diputados del Pueblo de la RSFS de Rusia había adoptado la Declaración de Soberanía Estatal de la RSFS de Rusia.
Tras la disolución de la Unión Soviética, la RSFSR abandonó el sistema socialista, e introdujo reformas económicas y políticas. Cambió su denominación por la de Federación de Rusia bajo la presidencia de Borís Yeltsin, y creó la Comunidad de Estados Independientes, que actualmente (2020) agrupa a nueve repúblicas exsoviéticas, quedándose seis —Estonia, Letonia, Lituania, Georgia, Ucrania y Turkmenistán— fuera de la estructura.
La RSFS de Rusia y más tarde, la Federación de Rusia han sido ampliamente aceptadas como los sucesores de la Unión Soviética en asuntos diplomáticos y ha asumido el papel de miembro permanente y capacidad de veto de la URSS en el Consejo de Seguridad de Naciones Unidas.

## Política
Al igual que en las demás repúblicas de la Unión Soviética, Rusia tenía un gobierno en el marco de una república socialista. El poder legislativo consistía en el Sóviet Supremo, el cual era el parlamento unicameral de la república encabezada por un presidente, y con sede en el edificio del Sóviet Supremo en Moscú. El Presidente del Consejo de Ministros por otro lado dirigía al poder ejecutivo. A diferencia de las demás repúblicas, la RSFS de Rusia no contaba con ningún partido local del Partido Comunista de la Unión Soviética, sino que los comités regionales en su territorio estaban subordinados directamente al Comité Central federal, aunque existió brevemente una rama del partido local conocida como Partido Comunista de la República Socialista Federativa Soviética de Rusia entre 1990 y 1991.

## Subdivisión administrativa
En 1991 la RSFS de Rusia estaba dividida en los siguientes sujetos federales:

### Repúblicas autónomas

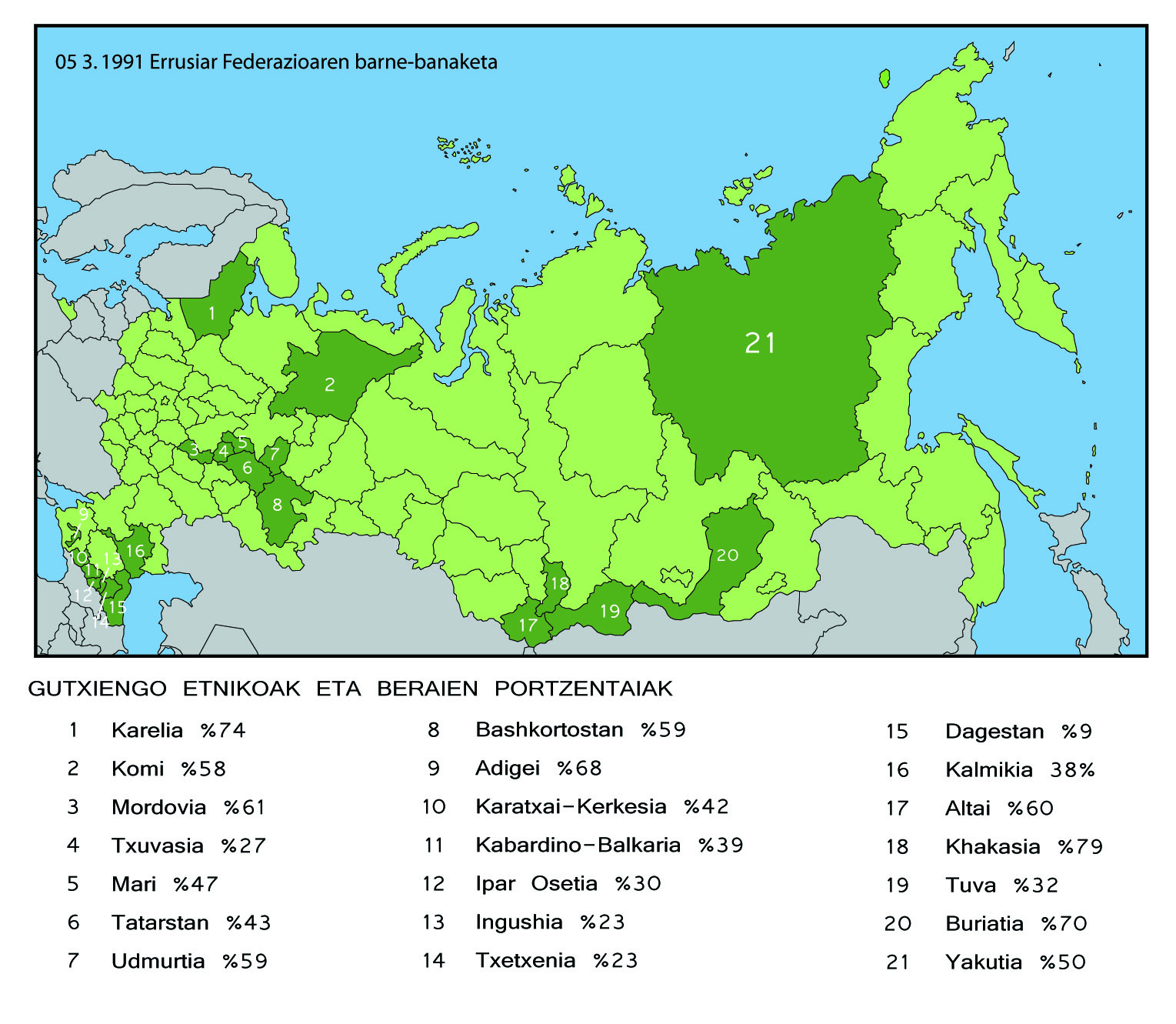
Rusia en 1991, enumeradas las repúblicas autónomas.

| Nombre                      | Capital       | Superficie (miles de km²) | Población (miles de hab.) |
| --------------------------- | ------------- | ------------------------- | ------------------------- |
| RASS de Baskiria            | Ufá           |                           |                           |
| RASS de Buriatia            | Ulán-Udé      |                           |                           |
| RASS de Chechenia-Ingusetia | Grozni        |                           |                           |
| RASS de Chuvasia            | Cheboksary    |                           |                           |
| RASS de Daguestán           | Majachkalá    |                           |                           |
| RASS de Kabardino-Balkaria  | Nálchik       |                           |                           |
| RASS de Kalmukia            | Elistá        |                           |                           |
| RASS de Carelia             | Petrozavodsk  |                           |                           |
| RASS de Komi                | Syktyvkar     |                           |                           |
| RASS de Mari                | Yoshkar-Olá   |                           |                           |
| RASS de Mordovia            | Saransk       |                           |                           |
| RASS de Osetia del Norte    | Ordzhonikidze |                           |                           |
| RASS de Tartaristán         | Kazán         |                           |                           |
| RASS de Tuvá                | Kizil         |                           |                           |
| RASS de Udmurtia            | Izhevsk       |                           |                           |
| RASS de Yakutia             | Yakutsk       |                           |                           |

### Óblasts

Rusia en 1994, muchas de las entidades subnacionales fueron heredadas de la RSFS.
Óblasts (provincias)
Repúblicas
Krais (territorios)
Ókrugs autónomos
Óblast autónomo

| Nombre                 | Capital                  | Superficie (miles de km²) | Población (miles de hab.) |
| ---------------------- | ------------------------ | ------------------------- | ------------------------- |
| Óblast de Amur         | Blagovéshchensk          |                           |                           |
| Óblast de Arcángel     | Arcángel                 |                           |                           |
| Óblast de Astracán     | Astracán                 |                           |                           |
| Óblast de Bélgorod     | Bélgorod                 |                           |                           |
| Óblast de Briansk      | Briansk                  |                           |                           |
| Óblast de Cheliábinsk  | Cheliábinsk              |                           |                           |
| Óblast de Chitá        | Chitá                    |                           |                           |
| Óblast de Gorki        | Gorki                    |                           |                           |
| Óblast de Irkutsk      | Irkutsk                  |                           |                           |
| Óblast de Ivánovo      | Ivánovo                  |                           |                           |
| Óblast de Kalinin      | Kalinin                  |                           |                           |
| Óblast de Kaliningrado | Kaliningrado             |                           |                           |
| Óblast de Kaluga       | Kaluga                   |                           |                           |
| Óblast de Kamchatka    | Petropávlovsk-Kamchatski |                           |                           |
| Óblast de Kémerovo     | Kémerovo                 |                           |                           |
| Óblast de Kírov        | Kírov                    |                           |                           |
| Óblast de Kostromá     | Kostromá                 |                           |                           |
| Óblast de Kurgán       | Kurgán                   |                           |                           |
| Óblast de Kursk        | Kursk                    |                           |                           |
| Óblast de Kúibyshev    | Kúibyshev                |                           |                           |
| Óblast de Leningrado   | Leningrado               |                           |                           |
| Óblast de Lípetsk      | Lípetsk                  |                           |                           |
| Óblast de Magadán      | Magadán                  |                           |                           |
| Óblast de Moscú        | Moscú                    |                           |                           |
| Óblast de Múrmansk     | Múrmansk                 |                           |                           |
| Óblast de Nóvgorod     | Nóvgorod                 |                           |                           |
| Óblast de Novosibirsk  | Novosibirsk              |                           |                           |
| Óblast de Omsk         | Omsk                     |                           |                           |
| Óblast de Oremburgo    | Oremburgo                |                           |                           |
| Óblast de Oriol        | Oriol                    |                           |                           |
| Óblast de Penza        | Penza                    |                           |                           |
| Óblast de Perm         | Perm                     |                           |                           |
| Óblast de Primorie     | Vladivostok              |                           |                           |
| Óblast de Pskov        | Pskov                    |                           |                           |
| Óblast de Rostov       | Rostov del Don           |                           |                           |
| Óblast de Riazán       | Riazán                   |                           |                           |
| Óblast de Sajalín      | Yuzhno-Sajalinsk         |                           |                           |
| Óblast de Sarátov      | Sarátov                  |                           |                           |
| Óblast de Smolensk     | Smolensk                 |                           |                           |
| Óblast de Sverdlovsk   | Sverdlovsk               |                           |                           |
| Óblast de Tambov       | Tambov                   |                           |                           |
| Óblast de Tomsk        | Tomsk                    |                           |                           |
| Óblast de Tula         | Tula                     |                           |                           |
| Óblast de Tiumén       | Tiumén                   |                           |                           |
| Óblast de Uliánovsk    | Uliánovsk                |                           |                           |
| Óblast de Vladímir     | Vladímir                 |                           |                           |
| Óblast de Volgogrado   | Volgogrado               |                           |                           |
| Óblast de Vólogda      | Vólogda                  |                           |                           |
| Óblast de Vorónezh     | Vorónezh                 |                           |                           |
| Óblast de Yaroslavl    | Yaroslavl                |                           |                           |

| Nombre                                                  | Capital                                                 | Superficie (miles de km²)                               | Población (miles de hab.)                               |
| Óblasts desaparecidos antes de la disolución de la URSS | Óblasts desaparecidos antes de la disolución de la URSS | Óblasts desaparecidos antes de la disolución de la URSS | Óblasts desaparecidos antes de la disolución de la URSS |
| ------------------------------------------------------- | ------------------------------------------------------- | ------------------------------------------------------- | ------------------------------------------------------- |
| Óblast de Amu Daria (1920-1924)                         | Turtkul                                                 |                                                         |                                                         |
| Óblast de Arzamas (1954-1957)                           | Arzamas                                                 |                                                         |                                                         |
| Óblast del Bajo Amur (1934-1956)                        | Nikoláyevsk del Amur                                    |                                                         |                                                         |
| Óblast de Balashov (1954-1957)                          | Balashov                                                |                                                         |                                                         |
| Óblast de Bugulmá (1953)                                | Bugulmá                                                 |                                                         |                                                         |
| Óblast de Chernozem Central (1928-1934)                 | Vorónezh                                                |                                                         |                                                         |
| Óblast de Crimea (1954-1954)                            | Simferópol                                              |                                                         |                                                         |
| Óblast del Don (1920-1924)                              | Rostov del Don                                          |                                                         |                                                         |
| Óblast de Grozni (1944-1957)                            | Grozni                                                  |                                                         |                                                         |
| Óblast de Jabárovsk (1934-1939)                         | Jabárovsk                                               |                                                         |                                                         |
| Óblast de Kamensk (1954-1957)                           | Kámensk-Shájtinski                                      |                                                         |                                                         |
| Óblast de Kubán-Mar Negro (1920-1924)                   | Krasnodar                                               |                                                         |                                                         |
| Óblast del Lejano Oriente (1922-1926)                   | Chitá                                                   |                                                         |                                                         |
| Óblast del Norte (1933-1934)                            | Mílerovo                                                |                                                         |                                                         |
| Óblast del Norte (1936-1937)                            | Arcángel                                                |                                                         |                                                         |
| Óblast del Ob-Irtysh (1934)                             | Tiumén                                                  |                                                         |                                                         |
| Óblast del Oeste (1929-1937)                            | Smolensk                                                |                                                         |                                                         |
| Óblast del Primorie (1929-1937)                         | Vladivostok                                             |                                                         |                                                         |
| Óblast de Sajalín del Sur (1946-1947)                   | Yuzhno-Sajalinsk                                        |                                                         |                                                         |
| Óblast de Siberia Oriental (1936-1937)                  | Irkutsk                                                 |                                                         |                                                         |
| Óblast de Sterlitamak (1952-1953)                       | Sterlitamak                                             |                                                         |                                                         |
| Óblast del Sudeste (1920-1924)                          | Rostov del Don                                          |                                                         |                                                         |
| Óblast de Ufá (1952-1953)                               | Ufá                                                     |                                                         |                                                         |
| Óblast de los Urales (1923-1934)                        | Sverdlovsk                                              |                                                         |                                                         |
| Óblast de Ussuriisk (1934-1943)                         | Ussuriisk                                               |                                                         |                                                         |
| Óblast de Velíkiye Luki (1944-1957)                     | Velíkiye Luki                                           |                                                         |                                                         |
| Óblast del Volga Medio (1928-1929)                      | Samara                                                  |                                                         |                                                         |
| Óblast de Zeya (1934-1937)                              | Skovorodinó                                             |                                                         |                                                         |

### Óblast autónomos
| Nombre                                   | Capital       | Superficie (miles de km²) | Población (miles de hab.) |
| ---------------------------------------- | ------------- | ------------------------- | ------------------------- |
| Óblast Autónomo de Adigueya              | Maikop        |                           |                           |
| Óblast Autónomo de Gorno-Altái           | Gorno-Altaisk |                           |                           |
| Óblast Autónomo Judío                    | Birobidzhán   |                           |                           |
| Óblast Autónomo de Karacháyevo-Cherkesia | Cherkesk      |                           |                           |
| Óblast Autónomo de Jakasia               | Abakán        |                           |                           |

Otros óblasts autónomos también existieron en diversos puntos de la historia soviética:
| Nombre                                                       | Capital                                                 | Superficie (miles de km²)                               | Población (miles de hab.)                               |
| Óblasts desaparecidos antes de la disolución de la URSS      | Óblasts desaparecidos antes de la disolución de la URSS | Óblasts desaparecidos antes de la disolución de la URSS | Óblasts desaparecidos antes de la disolución de la URSS |
| ------------------------------------------------------------ | ------------------------------------------------------- | ------------------------------------------------------- | ------------------------------------------------------- |
| Óblast Autónomo de Chechenia (1922-1934)                     | Grozni                                                  |                                                         |                                                         |
| Óblast Autónomo de Chechenia-Ingusetia(1934-1936, 1944-1957) | Grozni                                                  |                                                         |                                                         |
| Óblast Autónomo de Cherkesia (1928-1957)                     | Cherkesk                                                |                                                         |                                                         |
| Óblast Autónomo de Chuvasia (1920-1925)                      | Cheboksary                                              |                                                         |                                                         |
| Óblast Autónomo de Ingusetia (1922-1934)                     | Nazrán                                                  |                                                         |                                                         |
| Óblast Autónomo Kabardino-Balkario (1922-1936)               | Nálchik                                                 |                                                         |                                                         |
| Óblast Autónomo de Kalmukia (1920-1935)                      | Astracán                                                |                                                         |                                                         |
| Óblast Autónomo de Karacháyevo (1928-1957)                   | Mikoyán-Shajar                                          |                                                         |                                                         |
| Óblast Autónomo Kara-Kirguís (1924-1926)                     | Biskek                                                  |                                                         |                                                         |
| Óblast Autónomo Komi-Ziriano (1922-1936)                     | Siktivkar                                               |                                                         |                                                         |
| Óblast Autónomo de Mari (1920-1936)                          | Yoshkar-Olá                                             |                                                         |                                                         |
| Óblast Autónomo de Osetia del Norte (1924-1936)              | Vladikavkaz                                             |                                                         |                                                         |
| Óblast Autónomo de Tuvá (1944-1961)                          | Kizil                                                   |                                                         |                                                         |
| Óblast Autónomo de Udmurtia (1920-1934)                      | Izhevsk                                                 |                                                         |                                                         |
| Óblast Autónomo de Karakalpakia (1925-1936)                  | Nukus                                                   |                                                         |                                                         |

### Krais
| Nombre              | Capital     | Superficie (miles de km²) | Población (miles de hab.) |
| ------------------- | ----------- | ------------------------- | ------------------------- |
| Krai de Altái       | Barnaúl     |                           |                           |
| Krai de Jabárovsk   | Jabárovsk   |                           |                           |
| Krai de Krasnodar   | Krasnodar   |                           |                           |
| Krai de Krasnoyarsk | Krasnoyarsk |                           |                           |
| Krai de Primorie    | Vladivostok |                           |                           |
| Krai de Stávropol   | Stávropol   |                           |                           |

| Nombre                                                | Capital                                               | Superficie (miles de km²)                             | Población (miles de hab.)                             |
| Krais desaparecidos antes de la disolución de la URSS | Krais desaparecidos antes de la disolución de la URSS | Krais desaparecidos antes de la disolución de la URSS | Krais desaparecidos antes de la disolución de la URSS |
| ----------------------------------------------------- | ----------------------------------------------------- | ----------------------------------------------------- | ----------------------------------------------------- |
| Krai de Azov-Mar Negro (1934-1937)                    | Rostov del Don                                        |                                                       |                                                       |
| Krai de Kírov (1934-1937)                             | Kírov                                                 |                                                       |                                                       |
| Krai de Múrmansk (1918-1920)                          | Arcángel                                              |                                                       |                                                       |
| Krai de Gorki (1929-1936)                             | Gorki                                                 |                                                       |                                                       |
| Krai de Sarátov (1934-1936)                           | Sarátov                                               |                                                       |                                                       |
| Krai de Siberia (1925-1930)                           | Novosibirsk                                           |                                                       |                                                       |
| Krai de Siberia Occidental (1930-1937)                | Novosibirsk                                           |                                                       |                                                       |
| Krai de Siberia Oriental (1930-1937)                  | Irkutsk                                               |                                                       |                                                       |
| Krai de Stalingrado (1934-1936)                       | Stalingrado                                           |                                                       |                                                       |
| Krai del Bajo Volga (1928-1934)                       | Stalingrado                                           |                                                       |                                                       |
| Krai del Volga Medio (1928-1934)                      | Samara                                                |                                                       |                                                       |
| Krai del Cáucaso Norte (1924-1937)                    | Vladikavkaz                                           |                                                       |                                                       |
| Krai del Lejano Oriente (1926-1938)                   | Jabárovsk                                             |                                                       |                                                       |
| Krai del Norte (1929-1936)                            | Arcángel                                              |                                                       |                                                       |

### Ókrugs autónomos
| Nombre                 | Capital       | Superficie (miles de km²) | Población (miles de hab.) |
| ---------------------- | ------------- | ------------------------- | ------------------------- |
| Buriatos de Aguínskoye | Agínskoye     |                           |                           |
| Buriatos de Ust-Ordá   | Ust Ordynski  |                           |                           |
| Chukotka               | Anádyr        |                           |                           |
| Evenkía                | Turá          |                           |                           |
| Janti-Mansi            | Janti-Mansisk |                           |                           |
| Komi-Permiakia         | Kudímkar      |                           |                           |
| Koriakia               | Palana        |                           |                           |
| Nenetsia               | Narian-Mar    |                           |                           |
| Taimiria               | Dudinka       |                           |                           |
| Yamalia-Nenetsia       | Salejard      |                           |                           |

## Economía
En los primeros años de la existencia de la RSFSR, la doctrina del comunismo de guerra se convirtió en el punto de partida de la actividad económica del estado. En marzo de 1921, en el X Congreso del PCUS, las tareas de la política del "comunismo de guerra" fueron reconocidas por el liderazgo del país como cumplidas, y se introdujo una nueva política económica a sugerencia de Vladímir Lenin.
Después de la formación de la Unión Soviética, la economía de la RSFSR se convirtió en una parte integral de la economía de la URSS. El programa económico de la RSFSR (NEP) continuó en todas las repúblicas sindicales. El Gosplán (Comisión de Planificación General del Estado) de la RSFSR, que reemplazó a Goelro, se reorganizó en el Gosplan de la URSS. Su tarea inicial fue desarrollar un plan económico nacional unificado basado en el plan de electrificación y supervisar la implementación general de este plan.
A diferencia de las constituciones rusas anteriores, la Constitución de 1978 dedicó un capítulo completo (Capítulo II) a la descripción del sistema económico de la RSFSR, que definió los tipos de propiedad e indicó los objetivos de las tareas económicas del estado.
Como señaló V. I. Súslov, quien participó en estudios a gran escala sobre la relación entre las economías de las repúblicas de la URSS y la RSFSR a finales de la era soviética: "El grado de desigualdad del intercambio económico era muy alto, y Rusia siempre fue el lado perdedor. El producto creado por Rusia apoyó en gran medida el consumo de otras repúblicas de la unión ".